# Pescado frito
Ne doit pas être confondu avec Poisson frit ou Fish and chips.
Le pescado frito (litt. « poisson frit », en espagnol) est un plat méditerranéen et traditionnel de la cuisine espagnole ainsi que celui d'autres pays, composé de poissons farinés et frits dans de l'huile.

## Appellations
Le plat est également appelé pescaíto frito en Andalousie, région connue pour ce plat.

## Histoire
Le pescado frito est d'origine phénicienne, les marins l'importent au IIIe siècle av. J.-C., via leurs routes commerciales dans la baie de Gadir (Cadix) qui est « l'un des berceaux de ce plat » ou dans d'autres villes telles qu'Abdara (Adra) et Sexi (Almuñecar). Pendant l'époque romaine, le plat est consommé par les Romains avec une sauce, le garum, et les Séfarades avec une vinaigrette et des herbes,, et il se répand dans les ports et les souks au VIIIe siècle pendant la période arabe entre 711 et 1492. Il devient populaire à l'époque de l'Espagne napoléonienne au XIXe siècle, en particulier en Andalousie où il devient un plat traditionnel. En 1812, lors de la signature de la Constitution de Cadix, des écrits montrent que Cadix compte 84 friteuses spécialisés dans l'élaboration de ce plat,.

## Cuisine traditionnelle
Ce plat est consommé en Espagne, principalement dans les régions de Malaga, Cadix, Almería, Catalogne, Valence et les îles Canaries.
Il est présent également dans les régions côtières de la Méditerranée au Maroc, France, Italie et Grèce.
Il est aussi consommé en Amérique latine, notamment au Mexique où il constitue la base du michmole.